# Giacomo Savelli (cardinal)
Pour les articles homonymes, voir Savelli (homonymie).
Giacomo Savelli (né à Rome, alors la capitale des États pontificaux en 1523 et mort à Rome le 5 décembre 1587) est un cardinal italien du XVIe siècle.
Sa grand-mère, Camilla Farnese, est une cousine du pape Paul III. Il est l'oncle du cardinal Giulio Savelli (1615). Il est de la famille du pape Honorius IV (1285-1287) et des cardinaux Bertrando Savelli (1216), Giovanni Battista Savelli (1480), Silvio Savelli (1596), Fabrizio Savelli (1647), Paolo Savelli (1664) et Domenico Savelli (1853).

## Repères biographiques
Giacomo Savelli est créé cardinal par le pape Paul III lors du consistoire du 19 décembre 1539 à 16 ans. Il est administrateur apostolique de Nicastro de 1540 à 1554 et de 1556 à 1560; de Teramo en 1545-1546 et de Gubbio en 1555-1556. Savelli est administrateur de l'archidiocèse de Bénévent de 1560 à 1574, vicaire général de Rome en 1560-1587 et enfin vice-doyen du Collège des cardinaux.
Le cardinal Savelli participe au conclave de 1549-1550 lors duquel Jules III est élu, aux deux conclaves de 1550 (élection de Marcel II et de Paul IV), au conclave de 1559 (élection de Pie IV), de 1565-1566 (élection de Pie V) et de 1572 (élection de Grégoire XII).